# Gambarogno
Gambarogno este o comunitate politică în districtul Locarno, cantonul Ticino, Elveția. Ea a luat naștere în aprile 2001 prin fuzionarea comunelor Circolo del Gambarogno: Caviano, Contone, Gerra (Gambarogno), Indemini, Magadino, Piazzogna, San Nazzaro, Sant’Abbondio și Vira, de lângă Lago Maggiore .
San Nazzaro este singură comunitate care s-a opus integrării la Gambarogno, care a fost în final în 2010 și ea prin hotărâre parlamentară integrată.

## Galerie de imagini

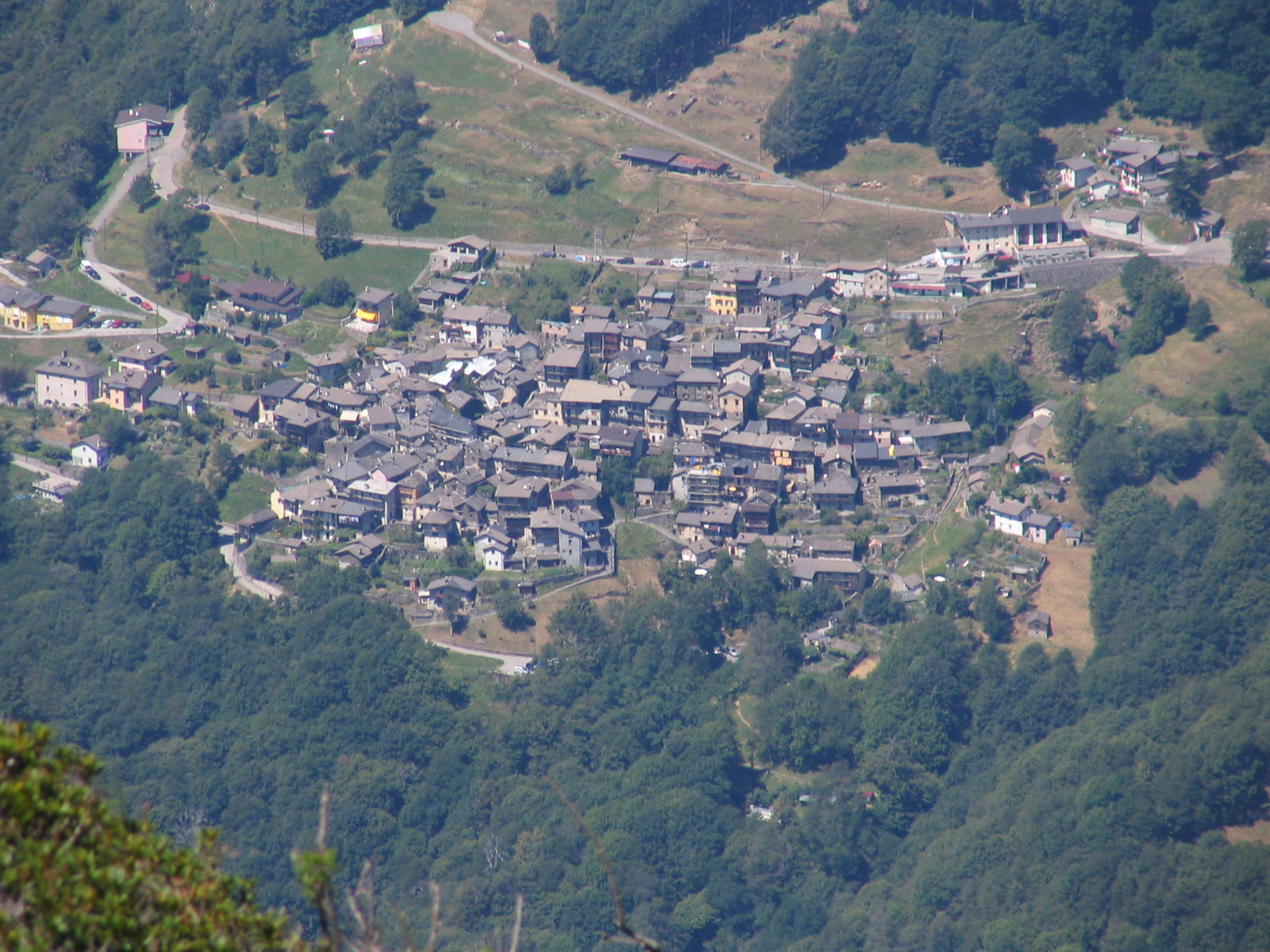
Indemini
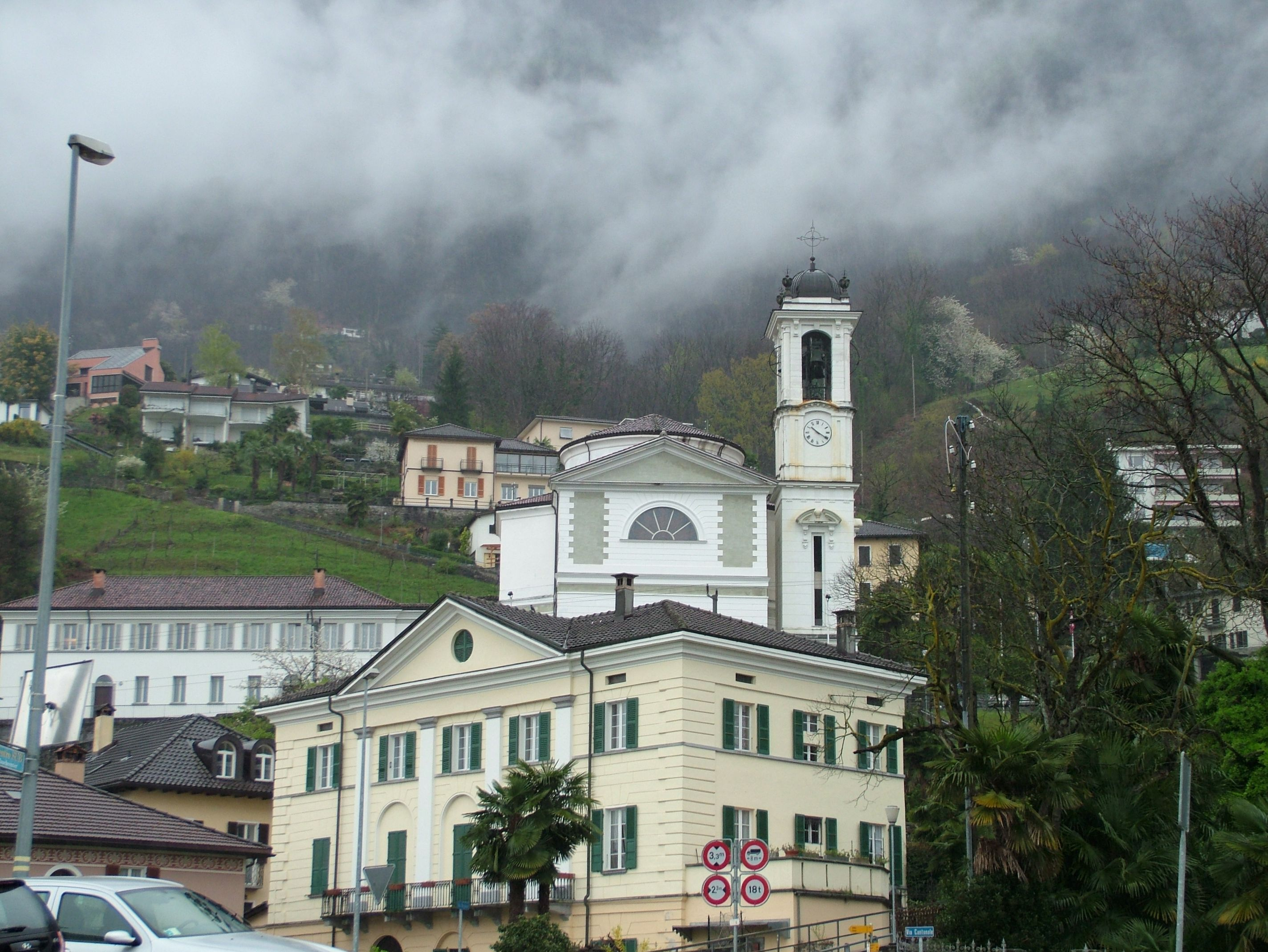
Magadino
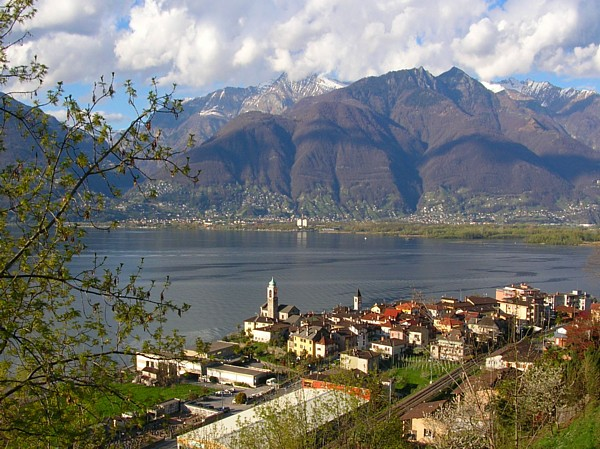
Vira